# Quintana
Quintana é um município brasileiro do estado de São Paulo. Sua população de acordo com o Censo 2022 (IBGE) era de 7.038 habitantes, o que representa um aumento de 17,22% em comparação com o Censo 2010 (IBGE).

## História
Em 1916, a Companhia Paulista de Estradas de Ferro elaborou um projeto para prolongamento de seus trilhos, (implantados cinco anos depois), a partir de Piratininga, em direção ao rio Paraná. Nessa época, em virtude das facilidades proporcionadas pela Ferrovia, muitas famílias adquiriram terras ao longo da faixa entre os rios do Peixe e Feio, tendo um grupo de povoadores aí adquirido em 1918, uma gleba, onde fixaram-se por volta de 1923, estabelecendo lavouras cafeeiras e a criação de gado vacum e suíno.
Destacaram-se entre os primeiros povoadores João Villadangos, Francisco Moreira Sobrinho, Sebastião Leme Soares, José Duarte Moreira, Fortunato da Cruz Campante e Daniel Ragazzi, entre outros que fundaram uma pequena povoação de rápido crescimento, principalmente após a migração nordestina que adquiriu pequenas áreas das que foram loteadas.
A capela erguida em louvor a São João foi inaugurada em 1936, e em 4 de janeiro de 1940 foi instalada a estação da Companhia Paulista, que seguindo sua tradição de nomear as localidades em ordem alfabética (Alba, Brasília Paulista, Cabrália Paulista, etc.), a denominou Quintana, devido ter-se iniciado em uma pequena propriedade, que os antigos denominavam de "quintal" ou "pequena quinta" (fazenda), evoluindo depois para o topônimo "quintana".
Como loteamento, que deu origem a Vila Santa Amélia, criado pela Sociedade Agrícola Resende Ltda., grande número de casas foram construídas a fim de alojar os trabalhadores rurais que iam se empregar na fazenda de café da companhia.
Quintana recebeu status de município pelo decreto-lei estadual nº 14334 de 30 de novembro de 1944, com território desmembrado do município de Pompeia.

### Formação territorial-administrativa
Histórico da formação do município:
- Distrito criado com a denominação de Quintana, por Lei Estadual nº 2642, de 15 de janeiro de 1936, no Município de Glicério.
- Lei nº 2891, de 4 de junho de 1937, transfere o Distrito de Quintana do município de Glicério para o de Marília.
- Pelo Decreto-lei Estadual nº 9775, de 30 de novembro de 1938, o Distrito de Quintana foi transferido do Município de Marília para o Município de Pompeia.
- Elevado à categoria de município com a denominação de Quintana, por Decreto-lei Estadual nº 14334, de 30 de novembro de 1944, desmembrado de Pompeia, com sede na vila do mesmo nome. Constituído do Distrito Sede. Sua instalação verificou-se no dia 1 de janeiro de 1945.

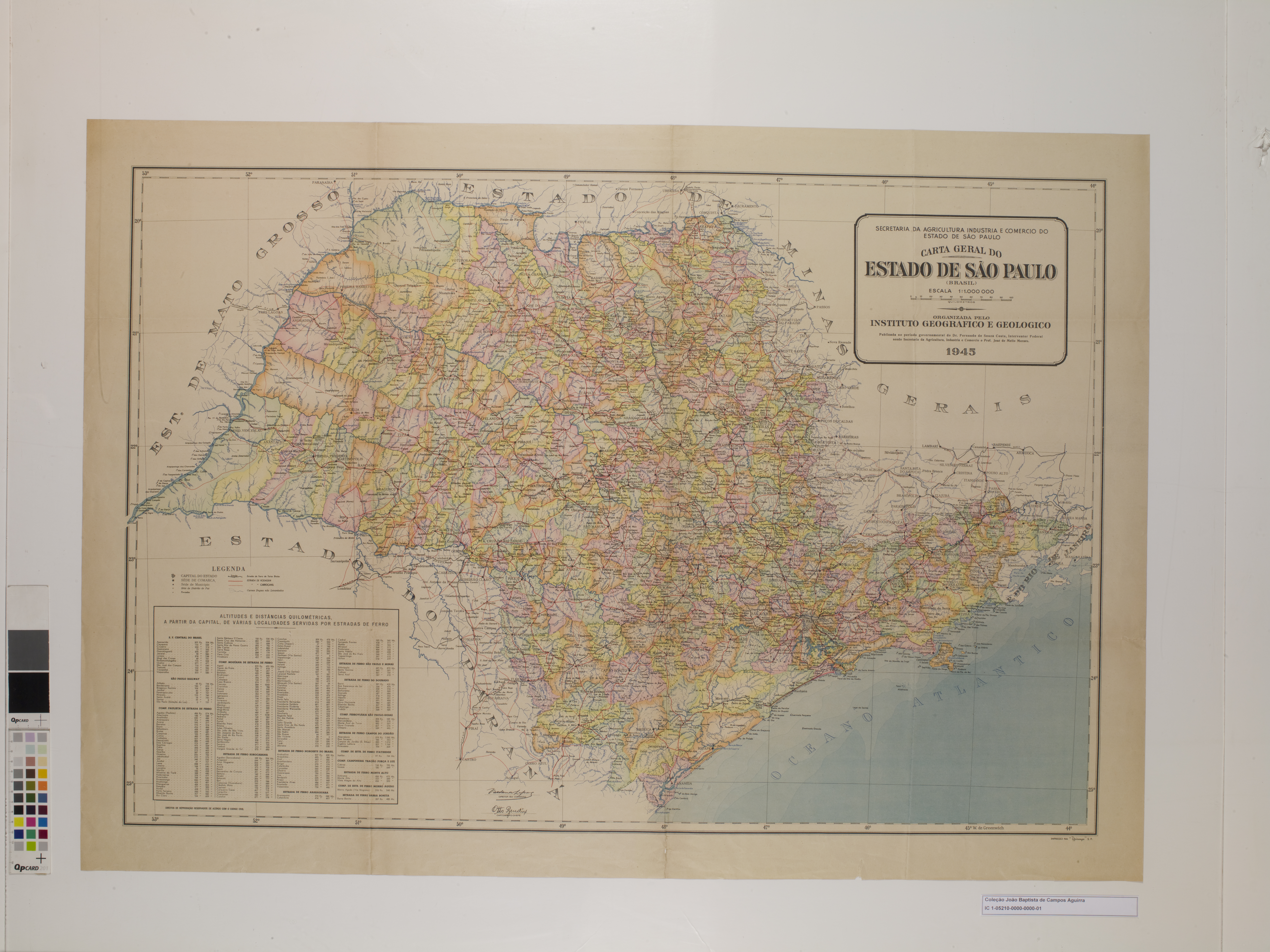
Estado de São Paulo (1944).

- No quadro fixado pela Lei Estadual nº 233, de 24 de dezembro de 1948, o município é constituído de 2 Distritos: Quintana e Pontana.
- Pela Lei Estadual nº 5285, de 18 de fevereiro de 1959, o Distrito de Pontana é extinto, sendo seu território incorporado ao Distrito de Quintana, por Acórdão do Supremo Tribunal Federal.

## Geografia
Localiza-se a uma latitude 22º04'21" sul e a uma longitude 50º18'27" oeste, estando a uma altitude de 595 metros. Possui uma área de 320,62 km².

### Hidrografia
- Rio do Peixe
- Rio Feio

### Rodovias
- SP-294

## Demografia

### População
| Crescimento populacional                             | Crescimento populacional | Crescimento populacional | Crescimento populacional |
| Ano                                                  | População Total          |                          | %±                       |
| ---------------------------------------------------- | ------------------------ | ------------------------ | ------------------------ |
| 1946                                                 | 14 554                   |                          | —                        |
| 1950                                                 | 9 715                    |                          | −33,2%                   |
| 1958                                                 | 10 633                   |                          | 9,4%                     |
| 1960                                                 | 11 729                   |                          | 10,3%                    |
| 1970                                                 | 6 488                    |                          | −44,7%                   |
| 1980                                                 | 4 905                    |                          | −24,4%                   |
| 1991                                                 | 5 188                    |                          | 5,8%                     |
| 2000                                                 | 5 443                    |                          | 4,9%                     |
| 2010                                                 | 6 004                    |                          | 10,3%                    |
| 2022                                                 | 7 038                    |                          | 17,2%                    |
| Est. 2024                                            | 7 225                    | [ 7 ]                    | 2,7%                     |
| Fontes: Censos Demográficos IBGE e Estimativas SEADE |                          |                          |                          |

### Dados demográficos
Densidade demográfica (hab./km²): 22,07
Mortalidade infantil até 1 ano (por mil): 22,65
Expectativa de vida (anos): 69,96
Taxa de fecundidade (filhos por mulher): 2,06
Taxa de alfabetização: 85, 44%
Taxa de escolarização de 6 a 14 anos de idade  [2010]: 98,1 
Índice de Desenvolvimento Humano (IDH-M): 0,741
- IDH-M Renda: 0,670
- IDH-M Longevidade: 0,716
- IDH-M Educação: 0,836

(Fonte: IPEADATA)

## Política e administração
- Prefeito: Fernando Itapuã Branco Nunes (PSD-SP) (2025/2028)
- Vice-prefeito: Clarice Porto Silva Teixeira (PSDB-SP)
- Presidente da câmara: Reginaldo dos Santos Rodrigues (PSD-SP)

## Infraestrutura

### Comunicações
O sistema de telefones automáticos foi inaugurado na cidade em 1974 pela Telecomunicações de São Paulo (TELESP), que também implantou o sistema de discagem direta à distância (DDD) em 1986 com o código de área (0144). Anteriormente a cidade era atendida pela Companhia Telefônica Brasileira (CTB).
Na década de 90 o código DDD da cidade foi alterado para (014), para padronização do sistema telefônico com a telefonia celular que estava sendo implantada em todo o estado.

## Pessoas ilustres
- Zé Roberto Guimarães - ex-jogador de vôlei e atual técnico da Seleção Brasileira de Voleibol Feminino

## Religião
O Cristianismo se faz presente na cidade da seguinte forma:

### Igreja Católica
- A igreja faz parte da Diocese de Marília.[17]

### Igrejas Evangélicas
Entre as igrejas protestantes históricas, pentecostais e neopentecostais, encontram-se na cidade:
- Assembleia de Deus Ministério do Belém.[20][21]
- Congregação Cristã no Brasil.[22]